# Saturnia albofasciata
Espèce
Saturnia albofasciata est une espèce de lépidoptères (papillons) de la famille des Saturniidae, de la sous-famille des Saturniinae et du genre Saturnia, vivant principalement en Californie et dans la péninsule de Basse-Californie.
Le dimorphisme sexuel est très marqué chez cette espèce.